# Drapelul Kârgâzstanului
Drapelul Kârgâzstanului este format dintr-un dreptunghi roșu în mijlocul căruia este un soare galben care descrie interiorul acoperișului unei iurte. Este de fapt o descriere a primului lucru care se vede la trezirea într-o iurtă, și anume construcția tavanului unei iurte din Kârgâzstan cu trei rânduri de linii care se încrucișează. Adoptat în 1992, la puțin peste șapte luni de la declararea independenței țării, pentru a înlocui drapelul Republicii Sovietice Socialiste Kirghize, acesta a devenit steagul Republicii Kârgâzstanului din acel an. Deși culoarea drapelului este identică cu ceda a fostului drapel sovietic, se spune că roșul este inspirat de steagul ridicat de Manas, eroul popular al țării.

## Istorie

1992-2023

În timpul revoltei din Asia Centrală din 1916, rebelii kirghizi au fost descriși ca purtând pancarte albe (numite „Pancarta Albă a Eliberării Naționale”) în timpul unui atac asupra Prebechakenska.
Sub stăpânirea sovietică s-a folosit un steag derivat din drapelul Uniunii Sovietice reprezentând comunismul, care a fost adoptat în 1953. Republica s-a declarat independentă la 31 august 1991, cu aproximativ patru luni înainte de dizolvarea Uniunii Sovietice. Cu toate acestea, drapelul din epoca sovietică și-a menținut statutul de drapel național timp de șapte luni de la declararea independenței. Acesta a fost în sfârșit înlocuit de noul drapel la 3 martie 1992. În 2023, țara și-a schimbat drapelul, modificând razele soarelui.

## Design

### Simbolism
Culorile și simbolurile drapelului poartă semnificații culturale, politice și regionale. Câmpul roșu reprezintă „vitejie și valoare”, și face aluzie la pretinsul drapel ridicat de Manas, eroul național al Kârgâzstanului. Soarele reprezintă pacea și prosperitatea, în timp ce cele 40 de raze ale sale reprezintă numărul de triburi unite de Manas pentru a lupta împotriva mongolilor,, precum și numărul de adepți pe care i-a avut.
Centrul soarelui prezintă o ilustrație stilizată a tavanului interior al unui cort tradițional din Kârgâzstan. Deși astăzi aceste corturi sunt mai puțin utilizate, includerea sa în drapel este menită să simbolizeze „originea vieții”, „unitatea timpului și a spațiului”, precum și „vatra și locuința” oamenilor și istoria lor.

### Propuneri de modificare
În ultimii ani, a fost creată o comisie pentru a examina propunerile de modificare a designului drapelului. Șeful acestui organism a observat cum drapelul era obiectul conflictului și al dezbinării și că guvernul nu dorea ca acest simbol național să fie cauza unei divizări ulterioare în societate. Acest lucru a rezultat parțial din dezacordul privind interpretarea simbolurilor de pe steagul actual. Spre exemplu, Kârgâzstanul actual este divers din punct de vedere etnic, cu grupuri minoritare importante, cum ar fi uzbecii (14,3%) și dunganii (1,1%) care locuiesc acolo. Aceste grupuri au fost cucerite istoric de Manas și, prin urmare, steagul actual - inspirat de drapelul său folosit în război - nu este potrivit cu acestea.
Câmpul roșu a fost și sursa multor critici. Unii cred că evocă istoria tumultoasă a națiunii, în timp ce alții sunt de părere că este o rămășiță a comunismului.